# Квасов Олексій Васильович
Олексій Васильович Квасов (1718 — 9 (20) лютого 1777) — російський архітектор, молодший брат архітектора Андрія Квасова.

## Біографія
У 1763 році Комісією про кам'яну забудову Санкт-Петербурга і Москви була опублікована конкурсна програма на складання генерального плану міста з метою його подальшого благоустрою. Підсумком конкурсу став план реконструкції центральної — Двірцевої площі Петербурга, виконаний Олексієм Квасовим і затверджений 8 лютого 1765 року.

## Творчий внесок
З 1763 року — керівник архітектурної частини Комісії про кам'яну забудову Санкт-Петербурга і Москви. Під час містобудівної реформи Катерини II керував складанням генеральних планів забудови Адміралтейської сторони Санкт-Петербурга, а також таких міст, як: Нижній Новгород, Твер, Ярославль, Казань, Харків, які відрізняються чіткістю містобудівних концепцій й виконані в дусі класицизму. Укладач «зразкових» проектів, за якими здійснювалася рядова забудова російської провінції в період раннього класицизму.